# Salmo trutta macrostigma
Sous-espèce
La truite à grosses taches (Salmo trutta macrostigma, syn. Salmo cettii) est une sous-espèce de la truite commune européenne (Salmo trutta) décrite en premier en Algérie. 

## Répartition
Le nom a été attaché à la truite commune de tout le pourtour du bassin méditerranéen, en particulier : Algérie, Maroc, Corse, etc.

## Truite corse
La truite corse, communément appelée macrostigma d'après Salmo trutta macrostigma
Elle se rencontre en Corse où elle peuple les cours d'eau de l'île depuis plus de 150 000 ans[citation nécessaire]. 
Pour qualifier la truite sauvage Corse, elle fut d'abord appelée "Duméril" (1858), puis Spillman (1961) et enfin macrostigma. Ce sont les récentes séries d'analyses génétiques réalisées en Corse qui ont clairement identifié et différencié la truite endémique Corse des autres souches identifiées (Atlantique et méditerranéenne). Au cours de ces études il a été constaté que la robe phénotype de la macrostigma varie fortement en fonction des milieu où elle se trouve, développant ainsi chacune une robe différente en fonction de son environnement. C'est pourquoi seule l'analyse génétique permet de les identifier avec certitude des autres sous-espèces de truites introduites dans l’île.
Depuis quelques décennies des truites en provenance des piscicultures de l'Atlantique introduites par la federation de pêche et l'irresponsabilité de certains pêcheurs ayant introduit illégalement d'autres souches et sous-espèces de la truites communes, ainsi que d'autres espèces, dans les cours d'eau corses, ont fortement altéré les populations de la sous-espèce macrostigma qui sont victimes d'une extinction (hybridation,pêcheurs, pollutions des eaux, braconnage) et d'une contamination génétique constatée mettant en péril cet sous-espèce particulière.
Quelques actions privées de réintroduction et de protection peinent à obtenir un résultat.
Le programme européen Life d'un budget de 2 millions € met en place une série de mesures pour la protection et la sauvegarde de la truite sauvage corse.